# Tudor di Penmynydd
I Tudor di Penmynydd furono una famiglia nobile e aristocratica, collegata al villaggio di Penmynydd ad Anglesey, nel Galles del Nord, e che fu molto influente nella politica gallese (e poi in quella inglese).
La famiglia discese da Ednyfed Fychan (morto nel 1246), il guerriero gallese che divenne siniscalco del Regno di Gwynedd (Galles), servendo Llywelyn il Grande e in seguito suo figlio Dafydd ap Llywelyn. Ednyfed Fychan era un discendente di Marchudd ap Cynan, signore di Rhos e signore protettore di Rhodri il Grande, re di Gwynedd; secondo la tradizione gallese, Marchudd ap Cynan era egli stesso discendente di Cadrawd, re di Calchfynydd. Ednyfed Fychan fu dunque l'antenato di Owen Tudor e, in tal modo, l'antenato della dinastia Tudor, casata che governò il Regno d'Inghilterra dal 1485 fino all'estinzione nel 1603.